# Rio Bujor
O Rio Bujor é um rio da Romênia afluente do Rio Finiş, localizado no distrito de Bihor.